# Balthasar Hubmaier

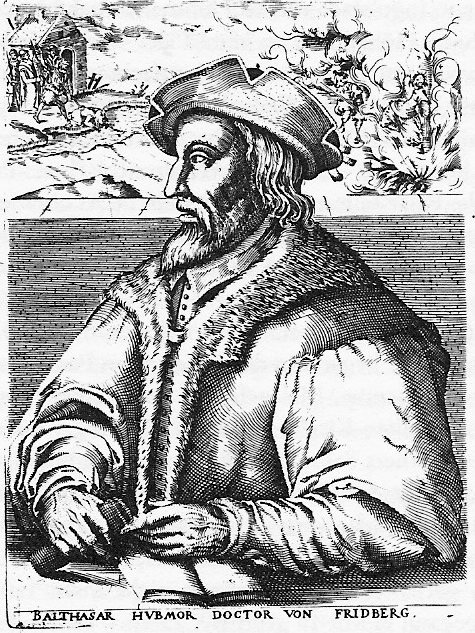
Balthasar Hubmaier

Balthasar Hubmaier (auch Huebmör, Hubmör, Hubmair, Hubmayr, Hubmeier; Friedberger, latinisiert Pacimontanus; * 16. August 1485 in Friedberg bei Augsburg; † 10. März 1528 in Wien) war eine führende Täuferpersönlichkeit der Reformationszeit sowie ein Märtyrer der Täuferbewegung.

## Frühe Jahre und Studium

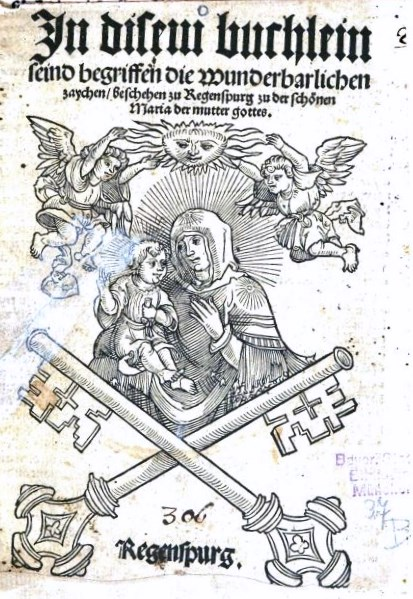
Hubmaier-Schrift (1520): […] die wunderbarlichen Zaychen beschehen zu Regensburg zu der schönen Maria der Mutter Gottes

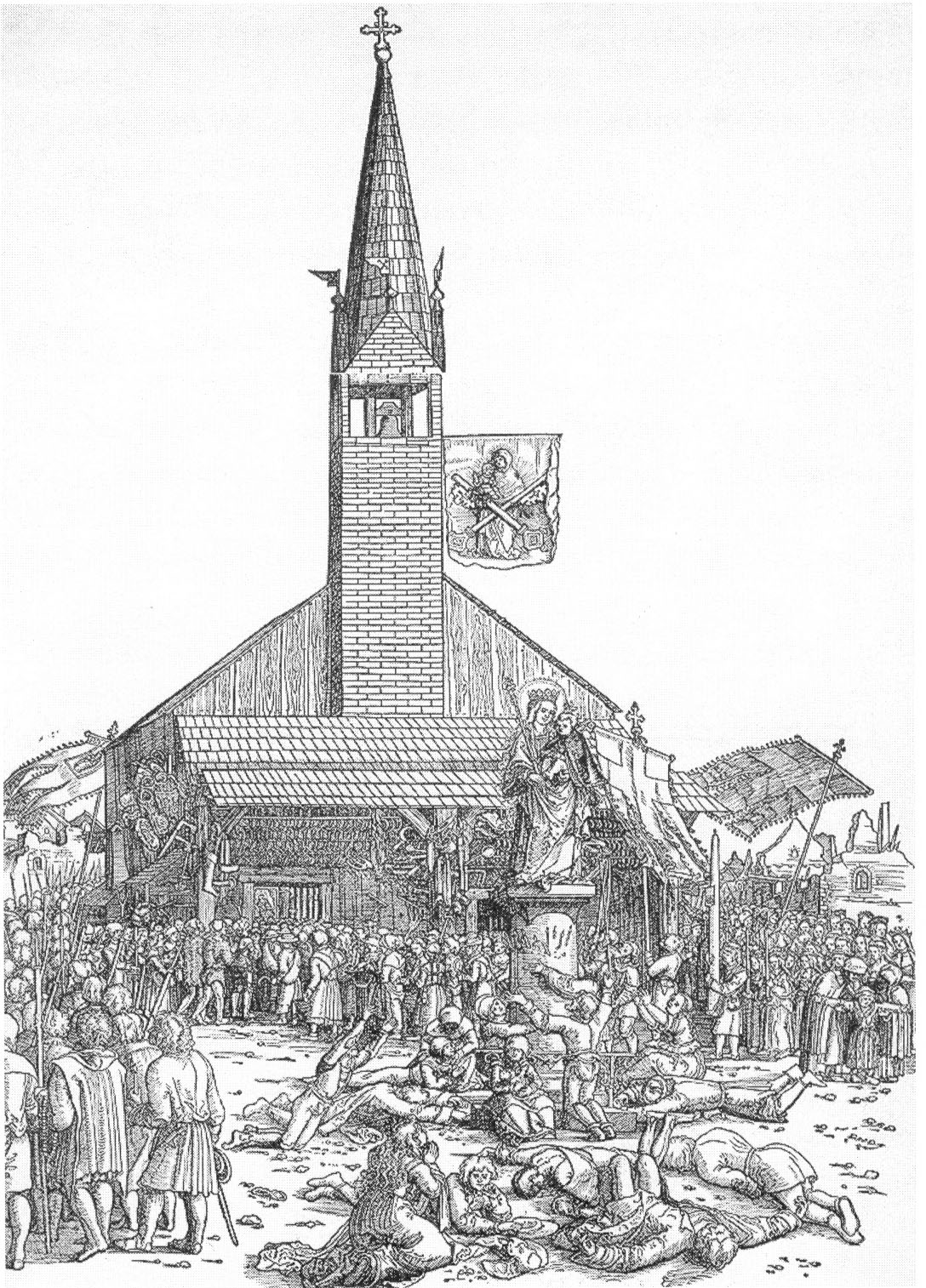
Wallfahrt zur Schönen Maria von Regensburg um 1520.

Balthasar Hubmaier wurde am 16. August 1485 in Friedberg geboren. Erste Bildung erhielt er vermutlich an der Domschule von Augsburg, wo er auch die niederen Weihen empfing. Das erste gesicherte Datum in seiner Biographie ist der 1. Mai 1503. An diesem Tag wurde er an der Universität Freiburg immatrikuliert. In der Matrikel ließ Hubmaier sich als ein Augsburger clericus  (Kleriker) eintragen. Nach zwei Semestern an der Freiburger Universität (also 1504/05) erlangte Hubmaier den Grad eines Baccalaureus Artium. 1507 wurde er kurzzeitig Lehrer an der Lateinschule in Schaffhausen und knüpfte erste Kontakte im Bodenseeraum und in der Eidgenossenschaft.
Danach setzte Hubmaier das Studium der Theologie  an der Universität Freiburg bei Johannes Eck fort und übernahm nach dem Weggang von Eck an die Universität von Ingolstadt dessen Amt als Rektor der Pfauenburse in Freiburg.
1512 folgte Hubmaier, bereits mit der Priesterweihe versehen, Eck nach Ingolstadt, wo er noch im selben Jahr promoviert wurde. In Ingolstadt wirkte er als Prediger am Münster und als Universitätsprofessor. Hubmaier war ebenso wie sein Lehrer Eck ein eindrucksvoller Redner, dessen Reden beim Volk große Wirkungen zeigten. Er stand in seinem heftigen Auftreten zunächst als Verteidiger der alten Kirche und später als Anhänger der Reformation und dann auch als Täufer seinem Lehrer Eck kaum nach.

## Domprediger in Regensburg
1516 verließ Hubmaier Ingolstadt, um in Regensburg die Stelle eines Dompredigers anzunehmen. In dieser Funktion rief er zur Verfolgung der Regensburger Juden auf, forderte den Abbruch der Häuser des Regensburger Judenviertels, am Ort des heutigen Neupfarrplatzes, und beteiligte sich an der Zerstörung der Synagoge. An ihrer Stelle wurde eine Kapelle „Zur schönen Maria“ errichtet. Hier wirkte Hubmaier auch als charismatischer Wallfahrtsprediger und wurde alsbald über die Grenzen von Regensburg hinaus als begeisternder Marienverehrer bekannt.

## Waldshut: Begegnung mit Reformation und Täufertum

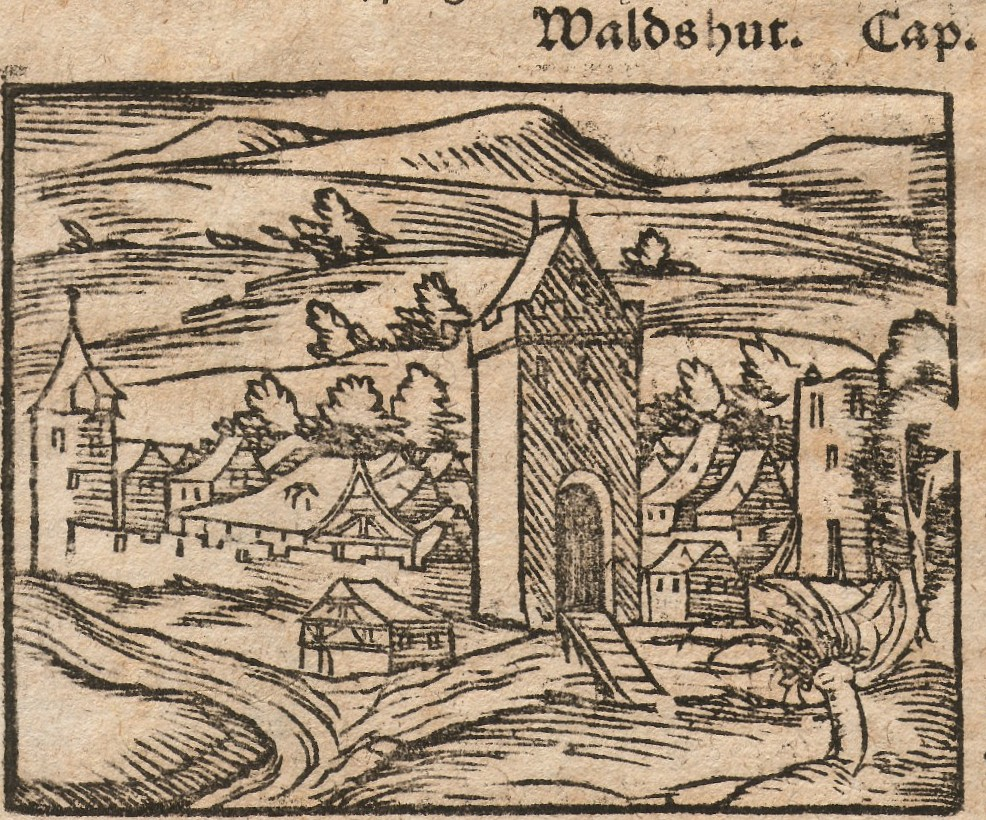
Waldshut um 1580

1521 nahm Hubmaier die Pfarrerstelle an der Marienkirche in Waldshut an und kam anstandslos seinen Pflichten als katholischer Priester nach. 1522 kehrte er für eine Zeit als Wallfahrtsprediger nach Regensburg zurück. Gleichzeitig stand er in Kontakt mit mehreren Humanisten und begann sich intensiv mit den Paulusbriefen auseinanderzusetzen. In der ersten Waldshuter Zeit setzte er sich mit den reformatorischen Schriften Martin Luthers und vor allem mit dessen Sakramentsverständnis auseinander.
Auf einer Reise nach St. Gallen und Zürich kam er in Kontakt mit evangelischen Kreisen und schloss Freundschaft mit Huldrych Zwingli. Im Oktober 1523 nahm er an dessen Seite an der Zweiten Zürcher Disputation teil.
Zurück in Waldshut versuchte er die Reformation voranzutreiben und kam dabei in Konflikt mit der altgläubigen Seite. Er war gezwungen, die Stadt zu verlassen, und fand in Schaffhausen Zuflucht. Hier verfasste er unter dem Motto „Die Wahrheit ist untödtlich“ eine Schrift gegen die gewaltsame Bekehrung zum Glauben (Von ketzern vnd Iren verbrennern). Diese Schrift war Teil seiner Verteidigung gegen den Vorwurf der Häresie, den Johann Eck, sein ehemaliger Freund und Ingolstädter Lehrer, gegen ihn in Rom erhob.
Im Herbst 1524 kehrte er nach Waldshut zurück und vollendete nun hier die Reformation. Er unterstützte hier auch Hans Müller von Bulgenbach mit einem Manifest. Es wurde eine neue Messordnung eingeführt und die Bilder aus den Kirchen entfernt (Bildersturm). Hubmaier kritisierte auch die früher von ihm selbst ausgeübte Praxis der extensiven Bilderverehrung während der Regensburger Marien-Wallfahrt  als Niederfallen vor den Bildern bzw. als Idolatrie.
Angeregt durch die Schriften von Karlstadt und Müntzer, den er vermutlich in Waldshut traf, und durch die Gespräche mit dem aus Zürich vertriebenen Täufer Wilhelm Reublin begann er sich nun vermehrt mit der Tauffrage auseinanderzusetzen und sprach sich öffentlich gegen die Kindertaufe aus. An Ostern 1525 schritt er zur Tat und ließ sich zusammen mit 60 anderen Waldshutern von Wilhelm Reublin taufen. Anschließend taufte Hubmaier selber einen großen Teil des Rates und der Bevölkerung von Waldshut.
Als die Stadt infolge des Bauernkrieges Ende 1525 durch habsburgische Truppen unter Rudolf V. von Sulz besetzt und zum Katholizismus zurück gezwungen wurde, ergriff er die Flucht. Zusammen mit seiner Frau Elsbeth Hügline, die er am 13. Januar 1525 geheiratet hatte, fand er Zuflucht bei Täuferfreunden in Zürich.

## Hubmaier als Täufer in Mähren

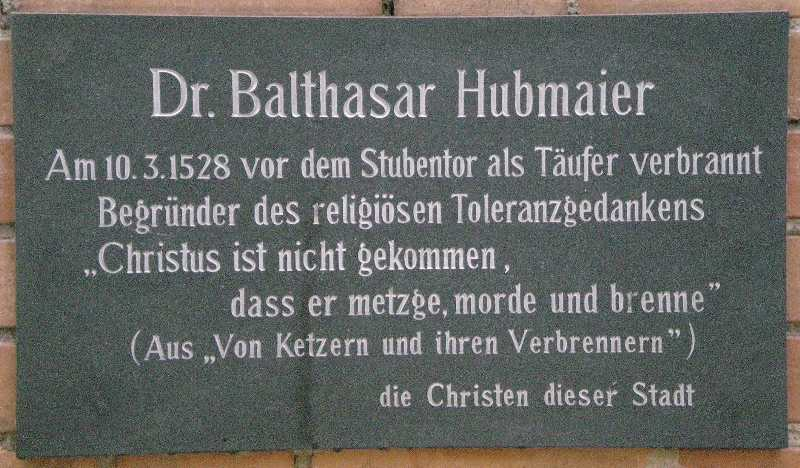
Gedenktafel für Balthasar Hubmaier in Wien

Es kam zum endgültigen Bruch mit Zwingli, nachdem er in seiner wohl bedeutendsten Schrift Vom christlichen Tauff der Gläubigen seine Taufauffassung gerechtfertigt hatte. Er wurde daraufhin in Zürich verhaftet und widerrief seinen täuferischen Standpunkt, nachdem er mit der Todesstrafe bedroht worden war. Im April 1526 konnte er Zürich verlassen und gelangte über Konstanz und Augsburg nach Nikolsburg. Dort stellte er sich gegen die in vielen Täuferkreisen gelehrte und praktizierte Gewaltlosigkeit. Er rief – seine Schutzherrschaft in Nikolsburg unterstützend – zum bewaffneten Widerstand gegen die „türkische Gefahr“ auf.
In Mähren verfasste Hubmaier weitere 18 Schriften, durch die er großen Einfluss auf die täuferischen Kreise ausübte. Diese Schriften kreisen thematisch um die bekannten täuferischen Lehrauffassungen: Ablehnung der Kindertaufe, Gemeindezucht und Ablehnung des Eides. Es wird berichtet, dass Hubmaier in Mähren mehr als 2000 Anhänger getauft habe.
Der Erzherzog von Österreich, Ferdinand I., sein alter Feind aus der Waldshuter Zeit, ließ ihn im Juli 1527 unter dem Vorwurf des Aufruhrs verhaften. Er wurde auf Burg Kreuzenstein bei Wien eingekerkert und zu Glaubensfragen verhört. Während seiner Haft schrieb er die an Ferdinand gerichtete Rechenschaft des Glaubens, in der er sich eindeutig als Täufer bekannte. Das Angebot eines Widerrufs schlug er aus und wurde am 10. März 1528 beim Stubentor in Wien als Aufrührer und Häretiker auf dem Scheiterhaufen verbrannt. Drei Tage nach seiner Hinrichtung wurde seine Ehefrau Elsbeth in der Donau ertränkt. Das Trienter Konzil bezeichnet ihn als Häresiarchen (Urheber einer Irrlehre).

## Taufsukzession
Die Linie der Taufsukzession geht bei Balthasar Hubmaier über Wilhelm Reublin (Januar 1525), Jörg Blaurock (Januar 1525) auf Konrad Grebel (Januar 1525) zurück. Die in Klammern gesetzten Daten bezeichnen das jeweilige Taufdatum. Belege dazu finden sich in den Biographieartikeln der erwähnten Personen.

## Werke (Auswahl)

Balthasar Hubmaiers Taufschrift von 1525

- In disem Buchlein seind begriffen die wunderbarlichen Zaychen beschehen zu Regensburg zu der schönen Maria der Mutter Gottes, Nürnberg bei Höltzel (1520)
- Von ketzern vnd Iren verbrennern (1524)
- Ain Summ aintz gantzen Christlichen lebens. Durch Baldasaren Frydberger, Predicant yetz zu Waldßhütt, verzeichnet an die drey Kirchen Regensburg, Jngolstat und Frydberg, seinen lieben herren, briedern vnd schwestern in gott dem herren. Sonderlich ain bericht den kinder Touff vnd das Nachttmal belangent. (1525)
- Von dem christlichen Tauff der Gläubigen (1525)
- Kurzes Vaterunser (1526)
- Ein gesprech Balthasar Huebmörs von Fridberg, Doctors, auf Mayster Vlrichs Zwinglens zu Zürich Taufbuchlein von der Kindertauf (1526)
- Ein Christennliche Leertafel, die ein yedlicher mensch, ee vnd er im Wasser getaufft wirdt, vor wissen solle (1526)
- Der uralten und neuen Lehrer Urteil, dass man die jungen Kinder nit taufen soll bis sie im Glauben unterrichtet sind (Nikolsburg 1526)
- Von der Briederlichen straff. Woe die nit ist, da ist gewißlich khain Kirch, ob schon der Wassertauff vnd das Nachtmal Christj daselbs gehaltenn werdent (1527)
- Vom christlichen Bann (1527)
- Von der Freyhait des Willens, die Gott durch sein gesendet wort anbeüt allen menschen, vnd jnen dar jn gewalt gibt seine Khinder ze werden, auch die waal gutes zu wöllen vnd zethon. Oder sy aber Khinder des Zorns, wie sy denn von natur seind, ze bleiben lassen (1527)
- Rechenschaft des Glaubens (1528)

Eine edierte Sammlung seiner Schriften findet sich in:
- Balthasar Hubmaier: Schriften. Hrsg. von Gunnar Westin, Gütersloh 1962 (Quellen zur Geschichte der Täufer 9).